# داستان ترسناک آمریکایی: هتل
داستان ترسناک آمریکایی: هتل (به انگلیسی: American Horror Story: Hotel) پنجمین فصل از داستان ترسناک آنتولوژی مجموعه تلویزیونی داستان ترسناک آمریکایی از شبکه تلویزیونی اف‌ایکس است. این مجموعه نخستین‌بار ۷ اکتبر ۲۰۱۵ به نمایش درآمد و ۱۳ ژانویه ۲۰۱۶ نمایش آن به پایان رسید.

## داستان
دو زن توریست سوئدی از هتل کورتز  در مرکز شهر لس آنجلس بازدید می کنند . آنها موجودی بدشکل پیدا می کنند که داخل تشک اتاقشان بود. در همین حال ، کارآگاه جان لو در حال تحقیق در مورد قتل شکنجه استاز یک زن و شوهر و برای یافتن سرنخ به کورتز می رود. او در آنجا تصویری از پسر گمشده اش هولدن را می بیند که پنج سال قبل ربوده شده بود. گابریل معتاد به هروئین بررسی می کند و توسط اعتیاد دیو مورد خشونت قرار می گیرد. زن و شوهر ساکن ، کنتس الیزابت و دونووان با یک زن و شوهر که ملاقات کرده اند یک چهار نفره دارند و پس از آنها آنها را می کشند و خون آنها را دوست می دارند. در یک فلاش بک در سال ۱۹۹۴ ، مشخص شد که مدیر هتل آیریس ، پس از آنکه سالی داروی دوونوان  را به قتل رساند ، هایپوریوا  را از پنجره ای به سمت مرگ سوق داد. کارآگاه لوو متنی را از همسرش دریافت می کند که می گوید زن در مضیقه است ، او با دخترش در ماشین به صحنه می شتابد. سپس دخترش دو مرد مرده را در خانه پیدا می کند. برای حفظ امنیت خانواده اش کارآگاه لوو از خانه اش خارج و به اتاق ۶۹ منتقل می شود. صاحب جدید هتل آقای ویل دریک و پسرش برای زندگی در پنت هاوس وارد می شوند.

## بازیگران و شخصیت‌ها

### بازیگران اصلی
- لیدی گاگا در نقش الیزابت جانسون / کنتس
- کتی بیتس در نقش آیرس
- سارا پلسون در نقش سالی مکنا و بیلی دین هاورد
- ایوان پیترز در نقش جیمز پتریک مارچ
- وس بنتلی در نقش جان لو
- مت بامر در نقش دانون
- کلویی سونی در نقش دکتر الکس لو
- دنی اوهر در نقش لیز تیلر
- شاین جکسون در نقش ویل دریک
- آنجلا باست در نقش رومانو رویال

### بازیگران مهمان ویژه
- مِـیر وینینگـهَم در نقش هیزل اورز
- فین ویتراک در نقش تریستن دافی و رودولف والنتینو
- نائومی کمبل در نقش کلودیا بانکسون
- لی‌لی ریب در نقش آیلین وورنوس
- گبورِی سیدیبی در نقش کویینی

### بازیگران دوره‌ای
- لنون هنری در نقش هولدن لو
- ریچارد تی جونز در نقش اندرو هان
- شری کروکس در نقش اسکارلت لو
- لیریک لنون در نقش لاکلن دریک
- جسیکا بلکین در نقش رن
- ماکس گرینفیلد در نقش گابریل
- هلنا متسون در نقش آنیتا
- کمیلا آل‌نس در نقش وندلا
- انتون لی استارکمن در نقش مکس الیسن
- دارن کریس در نقش جاستین

### بازیگران مهمان
- مِـیدشن اِیمیک در نقش خانم الیسون
- کریستین استابروک در نقش مارسی
- الکساندرا داداریو در نقش ناتاشا رامبووا
- رکسانا بروسو در نقش دکتر کُهان
- دیوید ناتن در نقش آقای سموئلز
- جان کارول لینچ در نقش جان وین گیسی
- ست گابل در نقش جفری دامر
- آنتونی روئیویوار در نقش ریچارد رامیرز
- نیکو اِوِرس-سویندل در نقش کریگ
- رابرت نپر در نقش ستوان
- جسیکا لو در نقش بیب
- کریستین اریزا در نقش خانم پریچارد
- موزام مککار در نقش پرستار لینا
- مت راس در نقش دکتر چارلز مونتگومری
- چارلز ملتن در نقش وو
- دیوید باررا در نقش دکتر کپلن

## نامزدی‌ها و جوایز
نوشتار اصلی: فهرست جوایز و نامزدی‌های دریافت‌شده توسط داستان ترسناک آمریکایی
در فصل پنجم، این مجموعه برای ۶۴ جایزه نامزد شده‌است، که ۲۰ مورد آن موفق به دریافت جایزه شد.
| سال  | اتحادیه                                                                  | رده | نامزد(ها) | نتیجه        |
| ---- | ------------------------------------------------------------------------ | --- | --- | ------------ |
| ۲۰۱۵ | جوایز طرفداران ام‌تی‌وی                                                    | «احساس وحشت‌زدگی» سال                                                                                   | ورود لیدی گاگا به داستان ترسناک آمریکایی: هتل | نامزدشده     |
| ۲۰۱۶ | بیستمین جایزهٔ انجمن کارگردانان هنری                                      | فیلم تلویزیونی یا مجموعهٔ تلویزیونی غیر دنباله‌دار                                                       | مارک ووردینگتون (برای «تحویل گرفتن اتاق») | برنده        |
| ۲۰۱۶ | بیستمین جایزهٔ انجمن کارگردانان هنری                                      | پیام بازرگانی، نماهنگ یا مجموعهٔ تلویزیونی اینترنتی - کوتاه                                             | زک متیوز (برای «راهروها») | نامزدشده     |
| ۲۰۱۶ | چهل و هفتمین دوره جایزه ایمیج                                            | بازیگر برتر نقش مکمل زن در یک فیلم تلویزیونی، مینی سریال یا برنامهٔ ویژه تلویزیونی درام                 | آنجلا باست | نامزدشده     |
| ۲۰۱۶ | چهل و دومین جایزهٔ منتخب مردم                                             | برنامهٔ محبوب علمی-تخیلی/فانتزی تلویزیون کابلی                                                          | داستان ترسناک آمریکایی: هتل | نامزدشده     |
| ۲۰۱۶ | چهل و دومین جایزهٔ منتخب مردم                                             | بازیگر زن محبوب تلویزیونی علمی-تخیلی/فانتزی                                                            | لیدی گاگا | نامزدشده     |
| ۲۰۱۶ | بیستمین جایزهٔ ستلایت                                                     | بهترین بازیگر زن – مجموعه تلویزیونی درام                                                               | لیدی گاگا | نامزدشده     |
| ۲۰۱۶ | بیستمین جایزهٔ ستلایت                                                     | بهترین مجموعه تلویزیونی - گونه                                                                         | داستان ترسناک آمریکایی: هتل | نامزدشده     |
| ۲۰۱۶ | شصت و هشتمین جایزهٔ انجمن نویسندگان آمریکا                                | داستان بلند - غیراقتباسی                                                                               | برد فالچوک، جان جی. گری، تاد کابرک، کریستال لیئو، ند مارتل، تیم ماینیر، رایان مورفی، جنیفر سالت، جیمز ونگ                                                             | نامزدشده     |
| ۲۰۱۶ | هفتاد و سومین مراسم گلدن گلوب                                            | بهترین بازیگر نقش زن برای سریال کوتاه یا فیلم تلویزیونی                                                | لیدی گاگا | برنده        |
| ۲۰۱۶ | هفتاد و سومین مراسم گلدن گلوب                                            | بهترین مجموعه تلویزیونی کوتاه یا فیلم تلویزیونی                                                        | داستان ترسناک آمریکایی: هتل | نامزدشده     |
| ۲۰۱۶ | ششمین دوره جایزهٔ منتخب منتقدین                                           | بهترین بازیگر مرد در یک فیلم یا مجموعهٔ تلویزیونی غیر دنباله‌دار                                         | وس بنتلی | نامزدشده     |
| ۲۰۱۶ | ششمین دوره جایزهٔ منتخب منتقدین                                           | بهترین بازیگر زن در یک فیلم یا مجموعهٔ تلویزیونی غیر دنباله‌دار                                          | کتی بیتس | نامزدشده     |
| ۲۰۱۶ | ششمین دوره جایزهٔ منتخب منتقدین                                           | بهترین بازیگر نقش مکمل زن در یک فیلم یا مجموعهٔ تلویزیونی غیر دنباله‌دار                                 | سارا پلسون | نامزدشده     |
| ۲۰۱۶ | بیست و هفتمین دوره جایزهٔ انجمن تهیه‌کنندگان آمریکا                        | تهیه‌کنندهٔ برتر برنامهٔ تلویزیونی بلند                                                                   | برد فالچوک، رایان مورفی، بردلی بوکر، تیم ماینیر، جنیفر سالت، جیمز ونگ، آلکسیس مارتین ودال، رابرت ام. ویلیامز جونیور.                                                  | نامزدشده     |
| ۲۰۱۶ | هجدهمین دوره جایزه انجمن طراحان لباس                                     | مجموعهٔ تلویزیونی برتر امروزی                                                                           | لو ایریک | برنده        |
| ۲۰۱۶ | پنجاه و دومین دوره جایزهٔ جامعهٔ صدای سینما                                | مجموعهٔ تلویزیونی کوتاه یا فیلم تلویزیونی                                                               | برندن بی‌بی، (صداگذاری تولید) جو ارل، (صداگذاری در ضبط مجدد) ویکی لمار (صداگذاری در ضبط مجدد) (برای «خدمات اتاق»)                                                      | نامزدشده     |
| ۲۰۱۶ | پنجاه و دومین دوره جایزهٔ جامعهٔ صدای سینما                                | مجموعهٔ تلویزیونی کوتاه یا فیلم تلویزیونی                                                               | برندن بی‌بی، (صداگذاری تولید) جو ارل، (صداگذاری در ضبط مجدد) داگ اندام، (صداگذاری در ضبط مجدد) جودا گتز (صداگذاری دوبله) جان گنتنر (صداسازی) (برای «تحویل گرفتن اتاق») | نامزدشده     |
| ۲۰۱۶ | جایزهٔ انجمن چهره پردازان و آرایشگران مو ۲۰۱۶                             | مینی سریال یا فیلم تلویزیونی و/یا چهره‌پردازی شخصیت                                                     | ایرن کرویگر میکاش، کیم آیرس، سارا تاننو | برنده        |
| ۲۰۱۶ | جایزهٔ انجمن چهره پردازان و آرایشگران مو ۲۰۱۶                             | مینی سریال یا فیلم تلویزیونی و/یا آرایش مو                                                             | مانتی سی. هات، دارلین برومفیلد، فردریک اسپرس | برنده        |
| ۲۰۱۶ | جایزهٔ انجمن چهره پردازان و آرایشگران مو ۲۰۱۶                             | جلوه‌های ویژه چهره‌پردازی تاریخی در مینی سریال یا فیلم تلویزیونی                                         | ایرن کرویگر میکاش، مایکل مکاش، دیوید اندرسون | برنده        |
| ۲۰۱۶ | جایزهٔ انجمن چهره پردازان و آرایشگران مو ۲۰۱۶                             | نماهنگ یا پیام بازرگانی – بهترین چهره‌پردازی                                                            | کری هارتا، جیسون کالینز | برنده        |
| ۲۰۱۶ | جایزهٔ انجمن چهره پردازان و آرایشگران مو ۲۰۱۶                             | نماهنگ یا پیام بازرگانی – بهترین آرایش مو                                                              | نیکول آلکیر، ماریسا اسمیت | برنده        |
| ۲۰۱۶ | جایزهٔ اره برقی فانگوریا ۲۰۱۶                                             | بهترین بازیگر زن تلویزیون                                                                              | لیدی گاگا | نامزدشده     |
| ۲۰۱۶ | جایزهٔ اره برقی فانگوریا ۲۰۱۶                                             | بهترین بازیگر نقش دوم مرد تلویزیون                                                                     | ایوان پیترز | دوم          |
| ۲۰۱۶ | جایزهٔ اره برقی فانگوریا ۲۰۱۶                                             | بهترین بازیگر نقش دوم مرد تلویزیون                                                                     | دنی اوهر | نامزد نوشتنی |
| ۲۰۱۶ | جایزهٔ اره برقی فانگوریا ۲۰۱۶                                             | بهترین بازیگر نقش دوم زن تلویزیون                                                                      | کتی بیتس | نامزد نوشتنی |
| ۲۰۱۶ | جایزهٔ اره برقی فانگوریا ۲۰۱۶                                             | بهترین چهره‌پردازی/ریخت‌سازی موجودات خیالی                                                               | ایرن کرویگر میکاش، دیوید لیروی اندرسن | سوم          |
| ۲۰۱۶ | جایزهٔ اره برقی فانگوریا ۲۰۱۶                                             | بهترین مجموعه تلویزیونی                                                                                | داستان ترسناک آمریکایی: هتل | نامزد نوشتنی |
| ۲۰۱۶ | هفتمین دوره جوایز دوریان                                                 | برنامهٔ تلویزیونی غیرهنری سال                                                                           | داستان ترسناک آمریکایی: هتل | نامزدشده     |
| ۲۰۱۶ | چهل و دومین دوره جایزه ساترن                                             | بهترین مجموعه تلویزیونی ترسناک                                                                         | داستان ترسناک آمریکایی: هتل | نامزدشده     |
| ۲۰۱۶ | شصت و هشتمین جوایز امی ساعات پربیننده                                    | بازیگر نقش مکمل زن در فیلم یا مجموعهٔ تلویزیونی غیر دنباله‌دار                                           | سارا پلسون | نامزدشده     |
| ۲۰۱۶ | شصت و هشتمین جوایز امی ساعات پربیننده                                    | بازیگر نقش مکمل زن در فیلم یا مجموعهٔ تلویزیونی غیر دنباله‌دار                                           | کتی بیتس | نامزدشده     |
| ۲۰۱۶ | شصت و هشتمین جوایز امی ساعات پربیننده                                    | بهترین طراحی تولید در یک برنامهٔ تلویزیونی فانتزی یا روایی امروزی (یک ساعت یا بیشتر)                    | مارک ووردینگتون، دنیس هادسون، الن بریل | نامزدشده     |
| ۲۰۱۶ | شصت و هشتمین جوایز امی ساعات پربیننده                                    | بهترین لباس در یک مجموعهٔ تلویزیونی امروزی، غیردنباله‌دار، فیلم یا برنامهٔ ویژه تلویزیونی                 | لو ایریک، هلن هوانگ، ماریسا ابویتیز (برای «ناودان‌ها و نردبان‌ها») | برنده        |
| ۲۰۱۶ | شصت و هشتمین جوایز امی ساعات پربیننده                                    | بهترین آرایش مو در یک مجموعهٔ تلویزیونی غیردنباله‌دار، فیلم یا برنامهٔ ویژه تلویزیونی                     | مانتی سی. هات، فردریک اسپرس، دارلین برومفیلد، کلی مولدون، جینا بناکویستی                                                                                              | نامزدشده     |
| ۲۰۱۶ | شصت و هشتمین جوایز امی ساعات پربیننده                                    | بهترین تدوین صدا در یک مجموعهٔ تلویزیونی غیردنباله‌دار، فیلم یا برنامهٔ ویژه تلویزیونی                    | گری مگرجیان، استیون ام. استاهر، جیسون کرین، تیموتی ای. کلیولند، پاول دیلر، دیوید کلتز، نوئل ووت، جینجرگیری (برای «تحویل گرفتن اتاق»)                                  | نامزدشده     |
| ۲۰۱۶ | شصت و هشتمین جوایز امی ساعات پربیننده                                    | بهترین چهره‌پردازی در یک مجموعهٔ تلویزیونی غیردنباله‌دار، فیلم یا برنامهٔ ویژه تلویزیونی (غیر مصنوعی)      | ایرن کرویگر میکاش، کیم آیرس، مایکل میکاش، سیلوینا نایت، سارا تاننو | برنده        |
| ۲۰۱۶ | شصت و هشتمین جوایز امی ساعات پربیننده                                    | بهترین چهره‌پردازی مصنوعی در یک مجموعهٔ تلویزیونی دنباله‌دار، غیردنباله‌دار، فیلم یا برنامهٔ ویژه تلویزیونی | ایرن کرویگر میکاش، مایک میکاش، بردلی ای. پالمر، بارت میکسون، جیمز مک‌کینون، کوین کیرکپاتریک، دیوید لیروی اندرسن، گلن آیزنر                                             | نامزدشده     |
| ۲۰۱۶ | ۲۰ امین جایزهٔ انجمن فیلم و تلویزیون برخط (OFTA)                          | بهترین بازیگر زن در یک فیلم یا مجموعهٔ تلویزیونی غیر دنباله‌دار                                          | لیدی گاگا | نامزدشده     |
| ۲۰۱۶ | ۲۰ امین جایزهٔ انجمن فیلم و تلویزیون برخط (OFTA)                          | بهترین بازیگر نقش مکمل زن در یک فیلم یا مجموعهٔ تلویزیونی غیر دنباله‌دار                                 | کتی بیتس | نامزدشده     |
| ۲۰۱۶ | ۲۰ امین جایزهٔ انجمن فیلم و تلویزیون برخط (OFTA)                          | بهترین بازیگر نقش مکمل زن در یک فیلم یا مجموعهٔ تلویزیونی غیر دنباله‌دار                                 | سارا پلسون | نامزدشده     |
| ۲۰۱۶ | ۲۰ امین جایزهٔ انجمن فیلم و تلویزیون برخط (OFTA)                          | بهترین مجموعهٔ تلویزیونی غیر دنباله‌دار                                                                  | داستان ترسناک آمریکایی: هتل | نامزدشده     |
| ۲۰۱۶ | ۲۰ امین جایزهٔ انجمن فیلم و تلویزیون برخط (OFTA)                          | بهترین بازیگران و گروه تولید فیلم یا مجموعهٔ تلویزیونی غیر دنباله‌دار                                    | داستان ترسناک آمریکایی: هتل | نامزدشده     |
| ۲۰۱۶ | ۲۰ امین جایزهٔ انجمن فیلم و تلویزیون برخط (OFTA)                          | بهترین کارگردانی فیلم یا مجموعهٔ تلویزیونی غیر دنباله‌دار                                                | داستان ترسناک آمریکایی: هتل | نامزدشده     |
| ۲۰۱۶ | ۲۰ امین جایزهٔ انجمن فیلم و تلویزیون برخط (OFTA)                          | بهترین نویسندگی فیلم یا مجموعهٔ تلویزیونی غیر دنباله‌دار                                                 | داستان ترسناک آمریکایی: هتل | نامزدشده     |
| ۲۰۱۶ | ۲۰ امین جایزهٔ انجمن فیلم و تلویزیون برخط (OFTA)                          | بهترین موسیقی در یک غیر سریال                                                                          | داستان ترسناک آمریکایی: هتل | نامزدشده     |
| ۲۰۱۶ | ۲۰ امین جایزهٔ انجمن فیلم و تلویزیون برخط (OFTA)                          | بهترین تدوین در یک غیر سریال                                                                           | داستان ترسناک آمریکایی: هتل | برنده        |
| ۲۰۱۶ | ۲۰ امین جایزهٔ انجمن فیلم و تلویزیون برخط (OFTA)                          | بهترین فیلم‌برداری در یک غیر سریال                                                                      | داستان ترسناک آمریکایی: هتل | نامزدشده     |
| ۲۰۱۶ | ۲۰ امین جایزهٔ انجمن فیلم و تلویزیون برخط (OFTA)                          | بهترین طراحی تولید در یک غیر سریال                                                                     | داستان ترسناک آمریکایی: هتل | برنده        |
| ۲۰۱۶ | ۲۰ امین جایزهٔ انجمن فیلم و تلویزیون برخط (OFTA)                          | بهترین طراحی لباس در یک غیر سریال                                                                      | داستان ترسناک آمریکایی: هتل | برنده        |
| ۲۰۱۶ | ۲۰ امین جایزهٔ انجمن فیلم و تلویزیون برخط (OFTA)                          | بهترین چهره‌پردازی/آرایش مو در یک غیر سریال                                                             | داستان ترسناک آمریکایی: هتل | برنده        |
| ۲۰۱۶ | ۲۰ امین جایزهٔ انجمن فیلم و تلویزیون برخط (OFTA)                          | بهترین صدابرداری/صداگذاری در یک غیر سریال                                                              | داستان ترسناک آمریکایی: هتل | برنده        |
| ۲۰۱۶ | ۲۰ امین جایزهٔ انجمن فیلم و تلویزیون برخط (OFTA)                          | بهترین جلوه‌های ویژه تصویری در یک غیر سریال                                                             | داستان ترسناک آمریکایی: هتل | برنده        |
| ۲۰۱۶ | جایزهٔ پاپی ۲۰۱۶                                                          | بهترین مجموعهٔ تلویزیونی غیر دنباله‌دار یا فیلم تلویزیونی                                                | داستان ترسناک آمریکایی: هتل | برنده        |
| ۲۰۱۶ | جایزهٔ پاپی ۲۰۱۶                                                          | بهترین بازیگر نقش اول زن، مجموعهٔ تلویزیونی غیر دنباله‌دار/فیلم تلویزیونی                                | لیدی گاگا | برنده        |
| ۲۰۱۶ | جایزهٔ پاپی ۲۰۱۶                                                          | بهترین بازیگر نقش مکمل مجموعه تلویزیونی غیر دنباله‌دار/فیلم تلویزیونی                                   | دنی اوهر | برنده        |
| ۲۰۱۶ | شصت و سومین دوره جایزهٔ حلقهٔ طلایی ویرایشگران صدا (جایزهٔ حلقهٔ طلایی MPSE) | قالب تلویزیونی کوتاه - دیالوگ/دوبله                                                                    | گری مگرجیان (تدوینگر ارشد صدا) استیون استاهر (تدوینگر ارشد دیالوگ) جیسون کرین (تدوینگر دیالوگ) (برای «تحویل گرفتن اتاق»)                                              | نامزدشده     |
| ۲۰۱۶ | شصت و سومین دوره جایزهٔ حلقهٔ طلایی ویرایشگران صدا (جایزهٔ حلقهٔ طلایی MPSE) | قالب تلویزیونی کوتاه - موسیقی                                                                          | دیوید کلتز (تدوینگر ارشد موسیقی) (برای «تحویل گرفتن اتاق») | نامزدشده     |
| ۲۰۱۶ | جایزهٔ تلویزیونی گلد دربی (دربی طلایی) ۲۰۱۶                               | بهترین بازیگر نقش مکمل مجموعه تلویزیونی کوتاه / فیلم تلویزیونی                                         | دنی اوهر | نامزدشده     |
| ۲۰۱۶ | جایزهٔ تلویزیونی گلد دربی (دربی طلایی) ۲۰۱۶                               | بهترین بازیگر نقش مکمل زن مجموعه تلویزیونی کوتاه / فیلم تلویزیونی                                      | سارا پلسون | نامزدشده     |
| ۲۰۱۶ | سی و هشتمین دوره جایزهٔ ژوپیتر                                            | بهترین مجموعه تلویزیونی بین‌المللی                                                                      | داستان ترسناک آمریکایی: هتل | برنده        |
| ۲۰۱۶ | شانزدهمین دوره جایزهٔ حلقهٔ سیاه                                           | بازیگر برتر نقش مکمل زن در فیلم تلویزیونی یا مجموعه تلویزیونی غیر دنباله‌دار                            | آنجلا باست | نامزدشده     |
| ۲۰۱۶ | سی و هفتمین دوره جایزه هنرمند جوان                                       | بهترین اجرا در یک مجموعه تلویزیونی - بازیگر دوره‌ای جوان (و کمتر از ۱۳ سال)                             | توماس باربوسکا | نامزدشده     |